# Elizabeth Lake
Elizabeth Lake es un lugar designado por el censo ubicado en el condado de Los Ángeles en el estado estadounidense de California. En el año 2010 tenía una población de 1.756 habitantes.

## Geografía
Elizabeth Lake se encuentra ubicado en las coordenadas 34°39′23″N 118°22′47″O / 34.65639, -118.37972.